# 2-乙氧基喹啉
2-乙氧基喹啉是一种有机化合物，化学式为C11H11NO。它可由2-氯喹啉、乙醇和叔丁醇钾在四氢呋喃和二甲基甲酰胺中反应制得。它热解会生成2-喹诺酮以及少量的重排产物N-乙基2-喹诺酮。